# Marcel Vandernotte
Marcel Henri Vandernotte (ur. 29 lipca 1909 w Nantes, zm. 15 grudnia 1993 tamże) – francuski wioślarz, brązowy medalista olimpijski.
Wystartował na igrzyskach olimpijskich w Los Angeles w 1932 roku, gdzie razem ze swym bratem, Fernandem Vandernotte, odpadł w pierwszej rundzie dwójek bez sternika. Na rozgrywanych cztery lata później igrzyskach olimpijskich w Berlinie Francuzi w składzie: Fernand Vandernotte, Marcel Vandernotte, Jean Cosmat, Marcel Chauvigné i Noël Vandernotte (sternik, bratanek Marcela) zajęli trzecie miejsce w czwórkach ze sternikiem. W wyścigu finałowym o 17,1 sekundy wyprzedziła ich osada III Rzeszy, a o 9 sekund osada Szwajcarii. 
W czwórkach ze sternikiem wywalczył srebrne medale na mistrzostwach Europy w Lucernie (1934) i mistrzostwach Europy w Berlinie (1935). Ponadto zdobył brązowy medal w dwójkach ze sternikiem na mistrzostwach Europy w Budapeszcie (1933).